# Fuerzas Galilea
Las Fuerzas de Galilea (Quwat al-Jalil) son una milicia palestina aliada con el gobierno sirio baazista, que actualmente lucha en la Guerra Civil Siria. Sirve como brazo armado del Movimiento de la Juventud del Retorno Palestino (Harakat Shabab al-Oudat al-Falastinia).  Las Fuerzas de Galilea tienen una subunidad, las Brigadas Badr, que está activa en Alepo.